# Église du Castelas de Rochefort-du-Gard
Le Castelas, ou église du Castelas se trouve dans la ville de Rochefort-du-Gard du département du Gard dans la région française du  Languedoc en Occitanie. 
Elle est la première église paroissiale consacrée à saint Bardulphe (en patois, saint Bardoux), abbé du monastère de Bobbio, en Italie. La chapelle qui touche la sacristie était consacrée au culte de saint Alzias, et celle de face à la Vierge.
Aujourd'hui, elle n'accueille plus aucune manifestation religieuse. Elle s'est transformée en salle de culture où il peut y avoir des expositions, des concerts et des représentations théâtrales.

## Construction
La construction du Castela commença au XIIe siècle et fut totalement achevée au XVIIe siècle avec l'ajout dun clocher, en 1698.

## Histoire
En 1189, l'évêque Rostaing d'Avignon donne l'église Saint-Bardulphe à l'abbaye bénédictine Saint-André de Villeneuve. Cette église avait deux chapelles : une dédiée à saint Alzias et l'autre à Marie.
En août 1562, durant les guerres de Religions, les Luthériens et Calvinistes prennent le contrôle de la région et détruisent les églises, y compris celle de Saze et d'Aramon, sur ordre de François de Beaumont, également connu sous le nom du Baron des Adrets, qui était réputé pour sa cruauté.
Entre 1595 et 1634, des travaux de restauration sont entrepris, et le clocher actuel est construit. Malgré cela, l'église continue de se détériorer, malgré les multiples demandes des habitants à l'abbaye Saint-André.
En 1729, une nouvelle chapelle, appelée Saint-Joseph, est construite par Pierre Palijay, un notable de Rochefort-du-gard, mais l'église du Castelas perd progressivement sa popularité. Elle est louée à des agriculteurs et transformée en château d'eau lorsque l'eau arrive à Rochefort en 1963-1964. Des citernes alimentent ensuite les habitations jusqu'à leur destruction dans les années 1970.
Au début du XXIe siècle, Le Castelas est rénové pour devenir une salle de réunion et de spectacle. En 2013, il est inscrit à l'inventaire des monuments historiques, et en 2015, un programme de restauration est entrepris, mettant en lumière les peintures murales de l'église.

## L'extérieur
Elle est d'une dimension modeste, et  est constituée de deux travées à nef unique. De l'église romane, il ne subsiste que l'abside réalisée en pierres appareillées.

## L'intérieur
À l'intérieur de l'église, des peintures ont été dégagées, révélant les représentations des Apôtres entourés de deux saints. Ces peintures sont principalement réalisées directement sur la pierre, avec des teintes limitées, principalement des tons d'ocre et de jaune. On peut également observer des traces de peinture dans la chapelle nord. L'église ne contient plus aucun mobilier religieux à ce jour, car elle est maintenant utilisée pour accueillir des événements culturels et artistiques.

## Protection
Le patrimoine architectural du monument est protégé au titre des monuments historiques.

### Sources
- Ressources relatives à la religion :   - Clochers de France
  - Observatoire du patrimoine religieux
- Ressource relative à l'architecture :   - Mérimée
- « Le Castelas - Rochefort-du-Gard », sur Avignon Tourisme Créateur d'expériences… (consulté le 31 décembre 2023)
- https://www.ville-rochefortdugard.fr/